# Eumecosoma caerulum
Eumecosoma caerulum là một loài ruồi trong họ Asilidae. Eumecosoma caerulum được Scarbrough & Perez-Gelabert miêu tả năm 2006. Loài này phân bố ở vùng Tân nhiệt đới.